# 여름 방학
여름 방학(영어: summer vacation)은 더위로 학업의 능률이 오르지 않는 여름에 일정 기간 동안 학교 수업을 쉬는 일을 말하며, 방학을 사이에 두고 학기를 나눈다. 국가와 지역에 따라 6주 ~ 3개월 정도의 휴식기간이 주어지며 3주인 학교도 있다. 대한민국에서는 수도권 및 동남권, 대경권 지역을 기준으로, 7월 중순/하순 (보통 7월 15일경)에서 8월 하순 (일부 학교는 8월 중순)까지를 방학 기간으로 하고 있다. 반면, 조선민주주의인민공화국은 8월 15일에서 8월 30일까지만 여름 방학이다. 미국이나 캐나다는 6월부터 8월까지 여름 방학이고, 오스트레일리아는 11월부터 다음해 1월까지 여름 방학이다.
더운 여름에는 낮에 공부하기가 어려우므로, 아침과 저녁으로 공부를 하게 하려는 취지로 시행된다고도 한다. 대학교에서는 계절학기를 고려하여 여름 방학 기간을 연장하기도 한다.
학교에서는 다음 학기 시작시 제출할 과제를 부과하거나, 방학 기간에 보충수업을 실시하기도 한다.

## 학교 관리
이 기간 동안 학교는 다음 학기를 준비하고 일반 학기 동안 할 수 없었던 청소, 유지 보수 등의 작업을 수행한다.

## 학생
학생들은 스포츠, 서머 캠프, 서머 스쿨과 같은 프로그램에 참여하기도 한다. 고등학교 학생들은 대학교 캠퍼스에 방문하기도 한다. 여름 방학 동안 약간의 돈을 벌기 위해 아르바이트를 구하는 경우도 있다. 여름 동안 가족들과 휴가를 떠나는 등, 일반적으로 여름 방학은 마음의 평안을 찾고 즐기기 위한 시간이라고 할 수 있다.

## 같이 보기
- 봄 방학
- 가을 방학
- 겨울 방학